# Lotus Sametime
IBM Lotus Sametime är en programvara för chat, ip-telefoni och videokonferens. Det används främst inom industri och företagsbranschen.